# Seo Carlão
Carlos Alberto Caetano, (Pirapora do Bom Jesus, 11 de setembro de 1930 — São Paulo, 17 de fevereiro de 2025) também conhecido como Seo Carlão do Peruche. Foi um compositor e sambista paulistano, fundador e ex-presidente da escola de samba Unidos do Peruche. Considerado o pai do Carnaval de São Paulo.
Considerado um dos 'cardeais' do samba paulistano, um grupo de líderes que, na década de 1960, lutou pela oficialização e reconhecimento das escolas de samba junto ao poder público.
Seo Carlão faleceu em fevereiro de 2025, na semana do desfile do Peruche cujo enredo seria em sua homenagem: "Axé Griô! Carlão do Peruche, o cardeal preto do samba". O Ministério da Cultura do Brasil emitiu nota de pesar por sua passagem.